# 에지 컴퓨팅

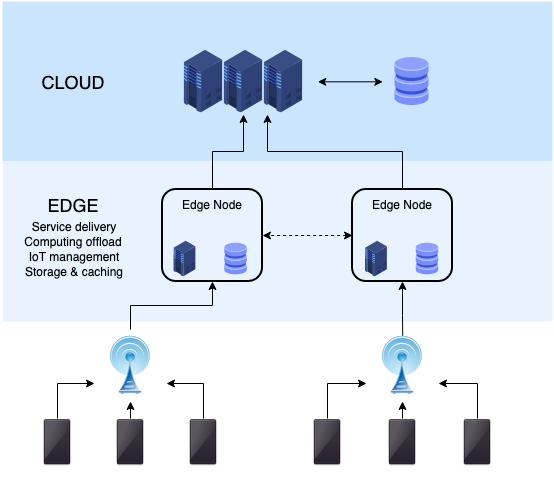
에지 컴퓨팅의 구조도

에지 컴퓨팅(영어: edge computing)은 응답 시간을 개선하고 대역폭을 절약하기 위해 필요한 곳에 연산과 데이터 스토리지를 도입하는 분산 컴퓨팅 패러다임의 하나이다.

## 개념
네트워크 에지상의 IoT 장치의 증가는 연산하기에 상당한 양의 데이터가 만들어져 데이터 센터에 전달되어 네트워크 대역 요구 사항을 한계치에 다다르게 만든다. 네트워크 기술의 개선에도 데이터 센터는 수많은 애플리케이션에 중요한 요건이 되는 수용할만한 전송 속도와 응답 시간을 보장하지 못한다. 더 나아가 에지 장치들은 클라우드로부터 오는 데이터를 꾸준히 소비하며 이로 인해 기업들은 콘텐츠 전송 네트워크를 만들어 데이터 및 서비스 프로비저닝을 분산화할 수밖에 없게 만든다. 이처럼 에지 컴퓨팅의 목적은 연산을 데이터 센터로부터 떠나 네트워크 에지 방향으로 옮김으로써, 스마트 오브젝트, 휴대전화, 네트워크 게이트웨이를 이용하여 작업을 수행하고 클라우드를 거쳐 서비스를 제공하는 것이다. 서비스를 에지로 이동시켜 콘텐츠 캐시, 서비스 딜리버리, 스토리지 및 IoT 관리를 제공할 수 있게 되며 이로써 더 나은 응답 시간과 전송 속도를 가능케 한다. 이와 동시에 각기 다른 네트워크 노드의 로직을 분산시킴으로써 보안 등 새로운 문제들이 생겨났다.

## 같이 보기
- 콘텐츠 전송 네트워크
- 팻 클라이언트
- 포그 컴퓨팅
- 이기종 컴퓨팅
- 서버리스 컴퓨팅
- 유비쿼터스 컴퓨팅